# Ignác Jaksch (arciděkan)
Ignác Jaksch, též Hynek či německy Ignaz Jaksch (31. ledna 1754 – 16. dubna 1824, Horní Police) byl český katolický kněz, 7. infulovaný arciděkan v Horní Polici, čestný kanovník katedrální kapituly sv. Štěpána v Litoměřicích.

## Život

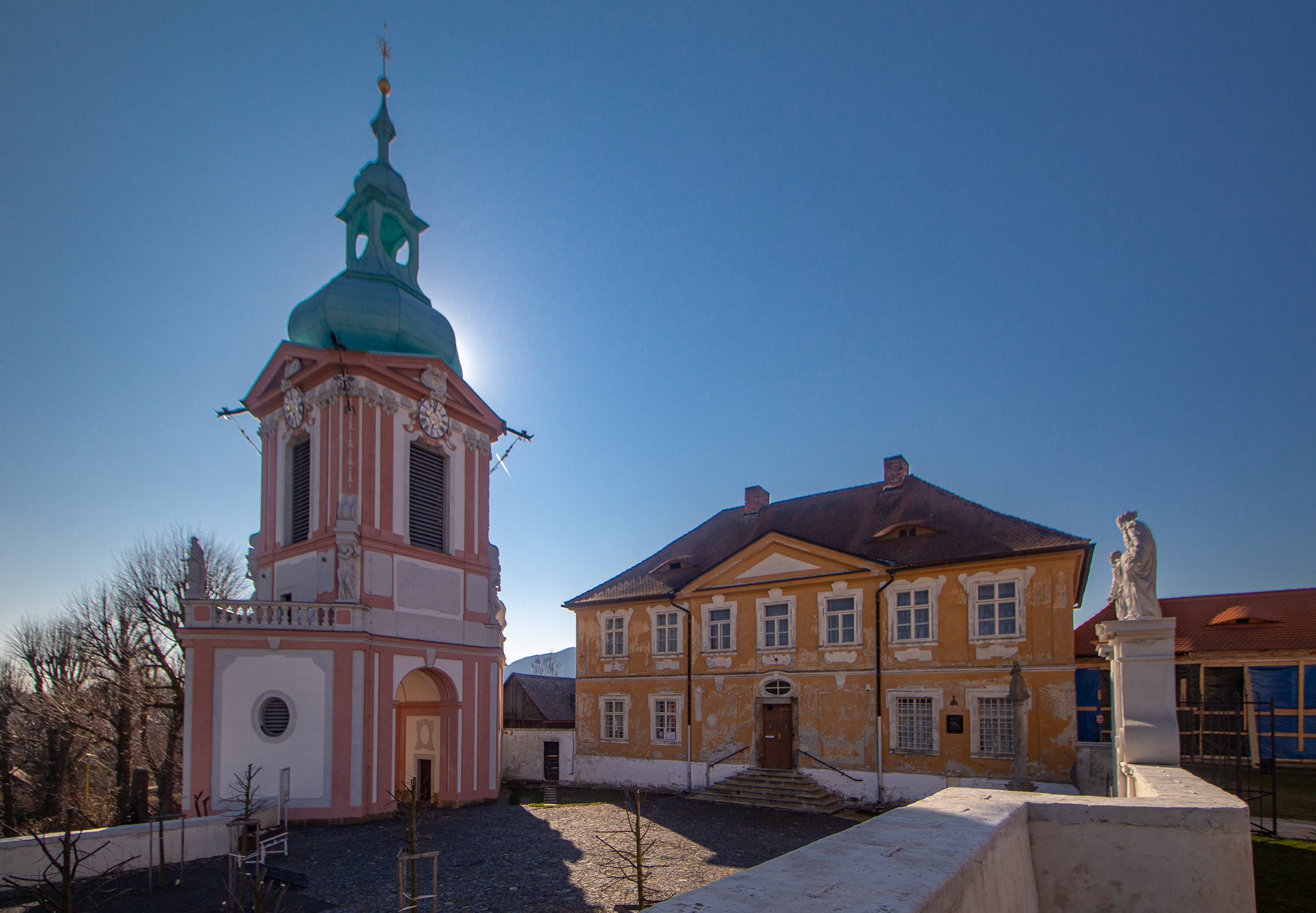
Barokní zvonice a budova arciděkanství v Horní Polici v poutním areálu

Hornopolický arciděkan byl na kněze vysvěcen 21. září 1777. Dne 16. srpna 1795 se stal čestným kanovníkem litoměřické katedrální kapituly. V roce 1798 byl jmenován vikářem na okrese Jablonné. 6. června 1806 byl v litoměřické diecézi ustanoven konsistorním radou a školním inspektorem. 28. července 1808 byl instalován jako 7. infulovaný arciděkan v Horní Polici. Dne 11. srpna 1808 se stal vikářem českolipského vikariátu. Podle dekretu byl jmenován 17. prosince 1814 viceředitelem českolipského gymnázia.
Děkan Ignác Jaksch zemřel 16. dubna 1824 a byl pochován na hřbitově v Horní Polici. Bývá zaměňován se svým příbuzným téhož jména, který však byl mladší a byl v litoměřické kapitule sídelním kanovníkem.